# Nelo Vingada
Eduardo Manuel Martinho Braganza de Vingada mit Spitznamen Nelo genannt (* 30. März 1953 in Serpa) ist ein ehemaliger portugiesischer Fußballspieler und heutiger -trainer.

## Karriere

### Spieler
Seine Karriere als Spieler begann er ab der Saison 1970/71 bei Belenenses Lissabon und verblieb hier bis zum Ende der Folgesaison. Danach wechselte er SU Sintrense, wo er bis zur Spielzeit 1975/76 aktiv war. Danach ging es noch einmal für zwei Spielzeiten zu Atlético CP. Danach folgten noch jeweils eine Runde bei SU Sintrense und dann wieder bei Atlético CP, bevor er nach der Spielzeit 1979/80 seine Karriere als Spieler beendete.

### Trainer
Zur Spielzeit 1981/82 kehrte er zu seinem ersten Klub Belenenses Lissabon zurück und fungierte nun hier für diese Saison als Trainer. In der Folgesaison war er leitender Assistent des Geschäftsführers Sport bei Académica de Coimbra. Die Runde 1983/84 verbrachte er wieder bei einem ehemaligen Klub von ihm. Bis zum Ende der Saison war er Cheftrainer der Mannschaft von SU Sintrense. Bei UD Vilafranquense stieg er dann Anfang April 1985 ein und begleitete das Team bis zum Ende der Saison 1985/86 als Trainer.
Ab der Saison 1988/89 führte er erstmals als Nationaltrainer eine Rolle im portugiesischen Verband aus. Als er die dortige U20-Mannschaft als Co-Trainer begleite. Ab der Saison 1989/90 wurde er auch noch Cheftrainer der U21. In der ersten Jahreshälfte 1994 stand er zudem in zwei Spielen der A-Mannschaft als Cheftrainer an der Seitenlinie. Bei der Weltmeisterschaft 1995 begleitet er schließlich wieder die U20 und erreichte am Ende den dritten Platz. Anschließend daran war er noch eine kurze Zeit lang weiter für die U21 tätig.
Zur Saison 1996/97 wurde er als Cheftrainer der saudi-arabischen Auswahl berufen. Diese führte er zum Gewinn der Asienmeisterschaft 1996 und qualifizierte sich mit der Mannschaft für die Weltmeisterschaft 1998. Kurz vor diesem Turnier, wurde er dann aber von seinen Aufgaben entbunden und der Verband trennte sich von ihm.
Ab November 1997 führte es ihn zu Benfica Lissabon, wo er unter Graeme Souness bis Ende 1998 als Trainerassistent wirkte. Ab 1999 trainierte er, bis Mitte März 2003 die Mannschaft von CS Marítimo. Danach zog es ihn ein zweites Mal in die arabische Welt, wo er für eine Spielzeit in Ägypten das Traineramt von al-Zamalek übernahm und auch Meister wurde. Ende 2004 bzw. Anfang 2005 schlug er dann ein zweites Mal bei Coimbra auf, um dieses Mal die Mannschaft bis ca. zum Saisonende 2005/06 als Chefcoach anzuleiten. Anschließend daran wurde der vom ägyptischen Verband als Trainer für die ägyptische U20-Mannschaft berufen. Nach der verpassten Qualifikation für die Olympischen Spiele 2008, wollte der Verband ihn zwar als Trainer behalten, jedoch schlug er dieses Angebot aus und legte sein Traineramt nieder. Bis zum Ende der Saison 2006/07 stieg er danach noch einmal sehr kurz als Trainer des marokkanischen Klubs Wydad Casablanca ein. Nachdem er seinen Vertrag hier nach sechs Wochen bereits aufgelöst hatte, nahm er ein Angebot an die jordanische Nationalauswahl zu trainieren. Nach zwei sieglosen Spielen gegen Thailand und Singapur im Rahmen der Qualifikation zur Asienmeisterschaft 2011 wurde er Anfang 2009 wieder entlassen.
Weiter ging es nun im Iran beim FC Persepolis, wo er von Februar bis Mai 2009 beschäftigt war. Eigentlich wollte ihn danach al-Ahly in Ägypten als neuen Trainer haben, er schlug diese Aufgabe aufgrund eines familiären Notfalls jedoch aus. So begab er sich erst einmal zurück in sein Heimatland, wo er bis Oktober 2009 Vitória Guimarães trainierte und dann nach schlechten Leistungen entlassen wurde.
Nach ein paar Monaten Pause verschlug es ihn wieder nach Asien, diesmal jedoch nach Südkorea, wo er den FC Seoul in laufenden Spielzeit zum Meistertitel führte. Hier trennten sich die Wege dann Ende 2010 wieder. Im Sommer 2011 fing er schließlich in China bei Dalian Shide an. Als die Mannschaft in der nächsten Saison nicht mehr antreten sollte, hörte er hier dann auch Ende 2012 auf. Anschließend verschlug es ihn wieder einmal in den Iran, wo er erst Co-Trainer unter Carlos Queiroz während der Qualifikation für die Weltmeisterschaft 2014 wurde und danach Trainer für die U23-Auswahl mit Vertrag bis zu den Olympischen Spielen 2016 wurde. Nachdem die Mannschaft bei den Asienspielen 2014 jedoch in einer Gruppe mit Vietnam und Kirgisistan lediglich auf einen Punkt gekommen war, wurde er vom Verband Anfang November 2014 wieder entlassen.
Im Januar 2016 schlug er nun ein zweites Mal als Trainer von Maritimo auf. Im Mai 2016 entschied er sich aber gegen eine Fortführung seiner Beschäftigung in seinem Heimatland und löste seinen Vertrag hier auf. Erneut kehrte er wieder nach Asien zurück um diesmal in Indien beim Franchise NorthEast United FC als Chefcoach anzufangen. Im Mai 2017 hörte er hier allerdings auf, weil er nun des Postens des Nationaltrainers von Malaysia annahm. Dabei nahm er noch Francisco Bruto Da Costa, seinen Co-Trainer von NorthEast gleich mit. In keinem seiner sieben von ihm begleiteten Spiele konnte er allerdings einen Sieg einfahren und verpasste mit seiner Mannschaft dann auch die Qualifikation für die Asienmeisterschaft 2019. Aus diesem Grund trat er schließlich Anfang Dezember 2017 zurück.
Im Januar 2019 kehrte er in den Mitarbeiterstab des iranischen Verbands zurück. Eine Woche später wurde er zudem erneut Trainer in Indien, diesmal beim Kerala Blasters FC. Nach zwei Monaten trennte sich der Klub aufgrund einer schlechten Punkteausbeute allerdings auch wieder von ihm. Seit April 2021 ist er wieder Mitarbeiter beim ägyptischen Verband, wo er die Position des Sportlichen Leiters ausübt.